# Seven Seas Voyager
Seven Seas Voyager is een cruiseschip van Regent Seven Seas Cruises. Het schip kwam in 2003 in dienst. Elke hut aan boord is een suite met balkon.

## Ongeval
Op 14 maart 2010 raakte de Seven Seas Voyager in Hongkong de achterkant van een Star Ferry.

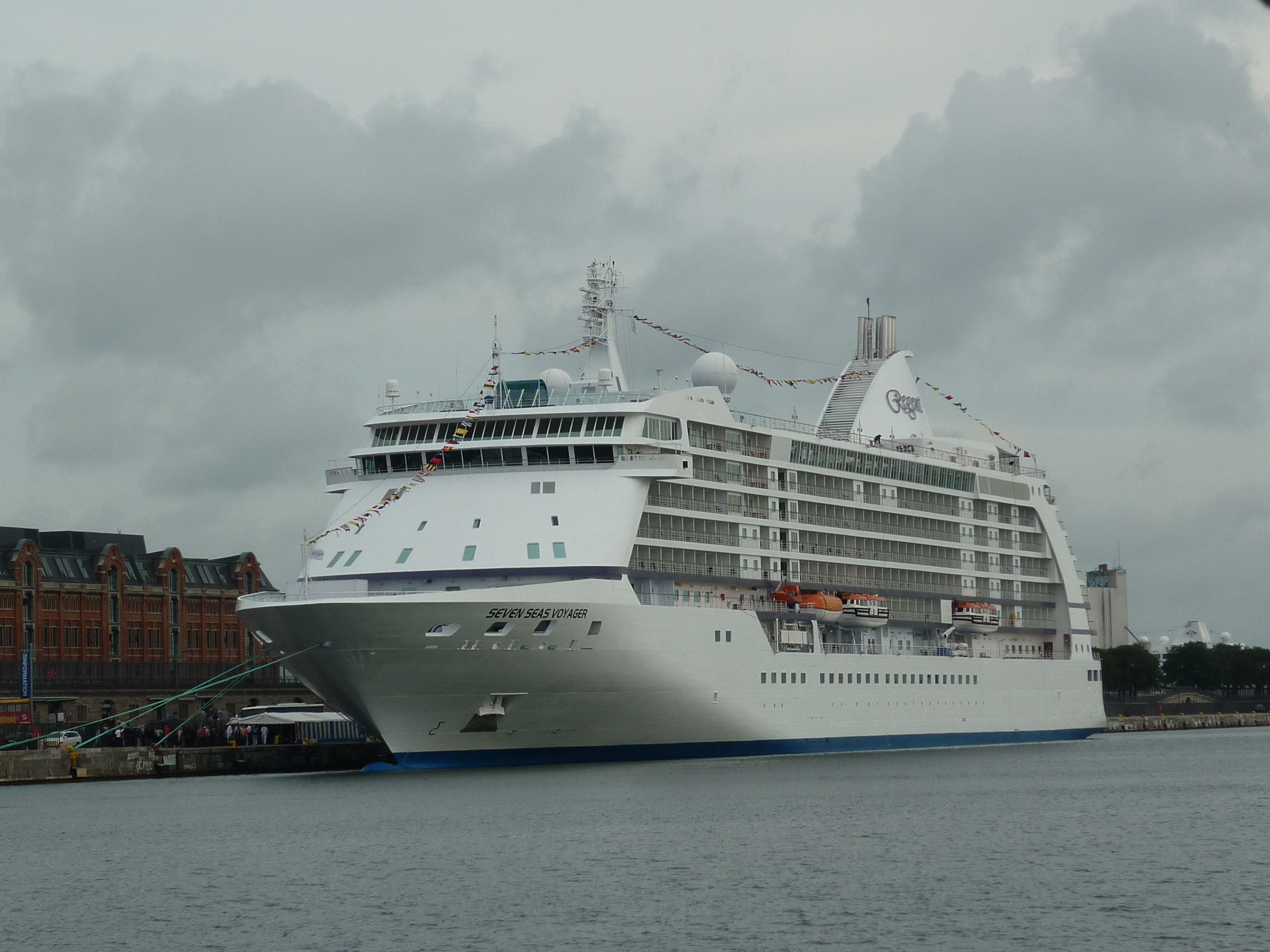
Seven Seas Voyager in Kopenhagen, 2009